# Meizu M5c
Meizu M5c — смартфон початкового рівня, розроблений Meizu, що є спрощеною версією Meizu M5. Був представлений 23 травня 2017 року. В Китаї смартфон був представлений 3 липня того ж року під назвою Blue Charm A5.

## Дизайн
Передня панель виконана зі скла, а корпус — з матового пластику.
Знизу розміщені роз'єм microUSB і динаміка та мікрофона, зверху — 3,5 мм аудіороз'єм, зліва — гібридний лоток з одним слотом під SIM-картку та другим слотом під SIM-картку або карту пам'яті формату microSD до 128 ГБ, а справа — гойдалка регулювання гучності та кнопка блокування.
Meizu M5c продавався в 5 кольорах: чорному, синьому, червоному, золотому та рожевому.

## Технічні характеристики

### Апаратне забезпечення
Meizu M5c отримав систему на кристалі початкового рівня MediaTek MT6737. Пристрій має 2 ГБ оперативної пам'яті типу LPDDR3 та 16 ГБ пам'яті постійного зберігання типу eMMC 5.0.
Батарея отримала об'єм 3000 мА·год.
Meizu M5c має 5-дюймовий дисплей типу IPS LCD з роздільною здатністю HD (1280 × 720), співвідношенням сторін 16:9 та щільністю пікселів 294 ppi.
Смартфон отримав ширококутну основну камеру на 8 Мп з діафрагмою f/2.0 і автофокусом та ширококутну передню камеру на 5 Мп з діафрагмою f/2.0. Основна та передня камери вміють записувати відео в роздільній здатності 1080p@30fps.

### Програмне забезпечення
Смартфон був випущений на Flyme 6 на базі Android 6.0 Marshmallow.

## Рецензії
Оглядач з Pingvin.Pro поставив Meizu M5c 3.8/10. До плюсів смартфона він відніс зовнішній вигляд, екран та зв'язок. До мінусів він відніс малу продуктивність. У висновку оглядач сказав, що смартфон вийшов непоганим за свою ціну, але краще заощадити 500 грн. та придбати Meizu M5s.